# Dapanoptera candidata candidata
Dapanoptera candidata candidata is een ondersoort van de tweevleugelige Dapanoptera candidata uit de familie steltmuggen (Limoniidae). De soort komt voor in het Australaziatisch gebied.